# فن التحمل

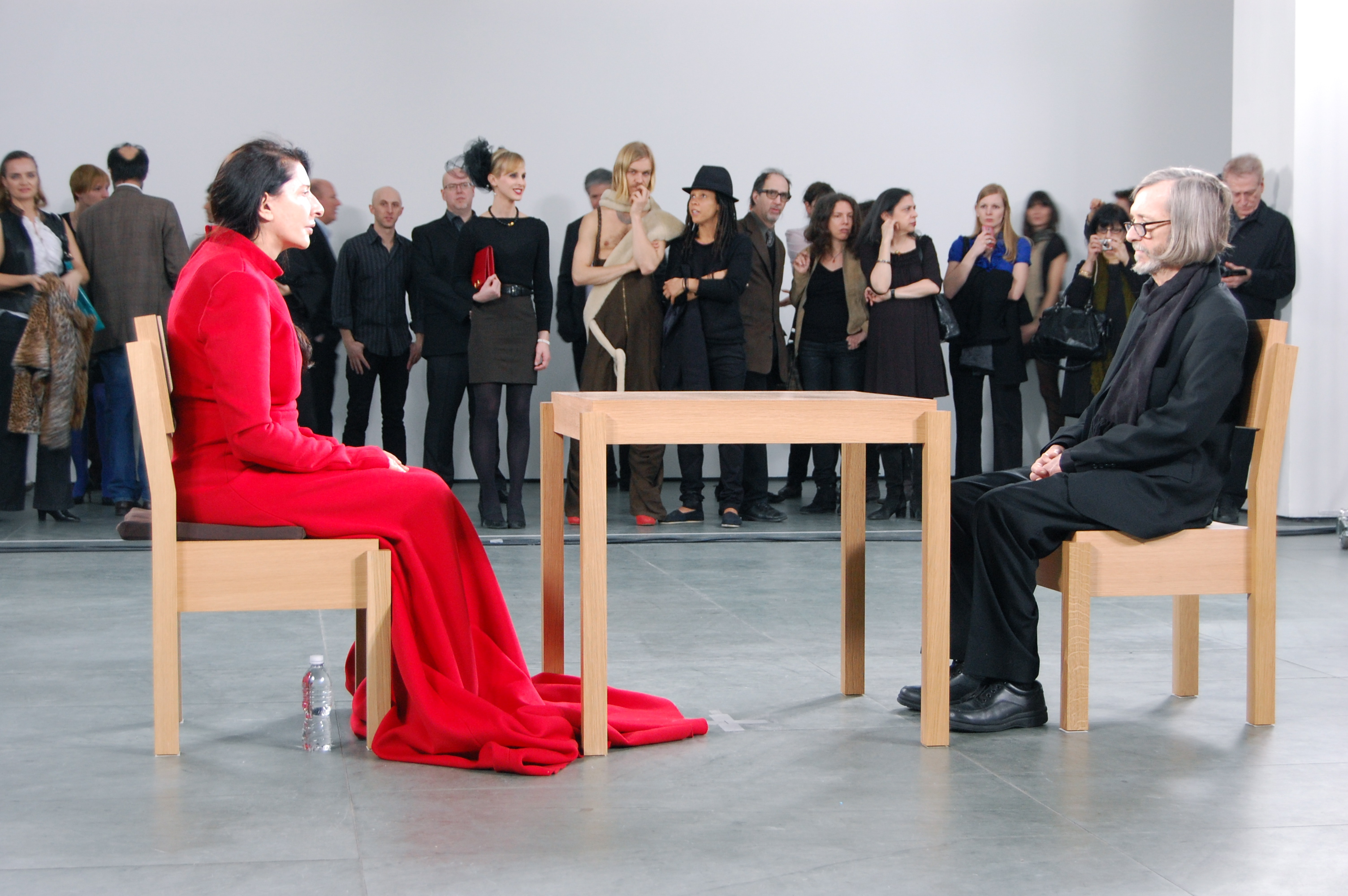

فن التحمل (بالإنجليزية: Endurance art) هو تعبير بدني يقوم من خلالها الفرد بتحمل الألم، الصدمات، النجاة والحرمان. يأتي جذور هذا الفن من إحدى ديانات الأغريق التي ترى ان التعذيب الجسدي تنقي الروح من الذنوب. من إحدى قضايا فن التحمل قضية سمعان العمودي حدثت في القرن الخامس عندما عاش على عمود لمدة 39 سنة.